# 前351年
| 千纪： | 前1千纪 |
| 世纪： | 前5世纪 \| 前4世纪 \| 前3世纪 |
| 年代： | 前380年代 \| 前370年代 \| 前360年代 \| 前350年代 \| 前340年代 \| 前330年代 \| 前320年代                                                                                                 |
| 年份： | 前356年 \| 前355年 \| 前354年 \| 前353年 \| 前352年 \| 前351年 \| 前350年 \| 前349年 \| 前348年 \| 前347年 \| 前346年                                                                   |
| 纪年： | 周顯王十八年 魯康公二年 齊威王六年 晉靜公六年 趙成侯二十四年 魏惠王十九年 韓昭侯十二年 秦孝公十一年 楚宣王十九年 宋剔成君十九年 衛成侯十一年 燕後文公十一年 越王無顓十年 中山桓公三十年 |

## 大事记
- 波斯入侵埃及，但是被击败。
- 罗马占领托斯卡纳。
- 在罗马共和国一个平民被首次选为監察官。
- 秦国进攻魏国，占领固阳。
- 魏国与赵国结盟（漳水之盟），魏还邯郸于赵。
- 魏国筑长城，齐国筑齐长城抵御楚国。
- 申不害成为韩国宰相。
- 摩索拉斯王陵墓筑成。

## 逝世
- 晋孝公，晋国国君，约逝世于前351年（出生年月不明）